# Acrotona exigua
Acrotona exigua – gatunek chrząszcza z rodziny kusakowatych i podrodziny rydzenic. Zamieszkuje Europę i Syberię.

## Taksonomia
Gatunek ten opisany został po raz pierwszy w 1837 roku przez Wilhelma Ferdinanda Erichsona pod nazwą Oxypoda exigua. 

## Morfologia
Chrząszcz o wydłużonym ciele długości od 1,5 do 2 mm. Z wierzchu punktowanie ma umiarkowanie drobne i przeciętnie gęste. Czarna głowa ma oczy znacznie krótsze od mocno rozdętych skroni. Czułki są brązowe z nieco rozjaśnionymi nasadami i mają człon drugi tak długi jak trzeci, człon przedostatni wyraźnie poprzeczny, a człon ostatni krótszy niż dwukrotność jego szerokości. Przedplecze jest czarnobrązowe, o niemal ⅓ szersze niż dłuższe. Większość włosków przedplecza, w tym wszystkie rosnące na linii środkowej skierowane są ku tyłowi. Pokrywy są czarnobrązowe, o brzegach bocznych nie dłuższych niż przedplecze. W widoku bocznym niedostrzegalne są boczne części przedpiersia. Na śródpiersiu znajduje się podłużny kil. Odnóża środkowej pary charakteryzują się krótkimi, słabo widocznymi szczecinkami bocznymi goleni. Tylna para odnóży ma stopy o członie pierwszym dłuższym niż drugi. Odwłok zwęża się ku tyłowi. Kolor ma czarny z czarnobrązowo rozjaśnionym wierzchołkiem. Końcowe tergity są połyskujące i porośnięte szczególnie silnymi, czarnymi szczecinkami.

## Ekologia i występowanie
Owad rozmieszczony od nizin po przedgórza, związany ze stanowiskami o wilgotnym, piaszczystym podłożu. Chętnie zasiedla pobrzeża mórz i wód słodkich, tak otwarte, jak i zalesione. Bytuje w ściółce, pod opadłym listowiem, wśród rozłogów wrzosów i pod napływkami.
Gatunek palearktyczny, znany z Portugalii, Hiszpanii, Wielkiej Brytanii, Francji, Belgii, Holandii, Niemiec, Austrii, Włoch, Danii, Szwecji, Norwegii, Finlandii, Estonii, Litwy, Polski, Czech, Słowacji, Węgier, Ukrainy, Rumunii oraz europejskiej i syberyjskiej części Rosji.